# Provincia di Cadice
La provincia di Cadice (in spagnolo: Provincia de Cádiz) è una delle otto province della comunità autonoma dell'Andalusia, nella Spagna meridionale; il suo capoluogo è Cadice.

## Geografia fisica
La provincia di Cadice è situata sul versante atlantico dell'Andalusia e comprende la punta più meridionale della Spagna continentale con la Costa de la Luz. Confina con le province di Huelva a nord-ovest, di Siviglia a nord e di Malaga a est, con il mar Mediterraneo, Gibilterra e l'oceano Atlantico a sud. Pur essendo rimasto il capoluogo, Cadice ha perso il primato di città più popolosa della provincia, in quanto è stata superata da Jerez de la Frontera. Un'altra città importante è Algeciras, famosa per il suo porto.
In febbraio si svolge il famoso carnevale di Cadice, durante il quale nel teatro Falla si organizza un concorso di canti tradizionali (chirigota, coros, comparsas, cuartetos). Famosa è anche la festa che ne segue per le vie del centro, e che richiama gente da tutta la Spagna.
All'interno del territorio si trova la colonia inglese di Gibilterra.

## Geografia antropica

### Suddivisioni amministrative
La provincia di Cadice è suddivisa in 6 comarche: Bahía de Cádiz, Campiña de Jerez, Campo di Gibilterra, Costa Noroeste de Cádiz, La Janda, Sierra de Cádiz.
Comuni della provincia di Cadice: Alcalá de los Gazules, Alcalá del Valle, Algar, Algeciras, Algodonales, Arcos de la Frontera, Barbate, Benalup-Casas Viejas, Benaocaz, Bornos, Castellar de la Frontera, Chiclana de la Frontera, Chipiona, Conil de la Frontera, Cadice, El Bosque, El Gastor, El Puerto de Santa María, Espera, Grazalema, Jerez de la Frontera, Jimena de la Frontera, La Línea de la Concepción, Los Barrios, Medina-Sidonia, Olvera, Paterna de Rivera, Prado del Rey, Puerto Real, Puerto Serrano, Rota, San Fernando, San José del Valle, San Roque, Sanlúcar de Barrameda, Setenil de las Bodegas, Tarifa, Torre Alháquime, Trebujena, Ubrique, Vejer de la Frontera, Villaluenga del Rosario, Villamartín, Zahara.
La provincia è altresì divisa in due diocesi, separate dal rio Guadalete: rispettivamente la diocesi di Asidonia-Jerez al Nord e quella di Cadice-Ceuta al Sud.